# Grattage

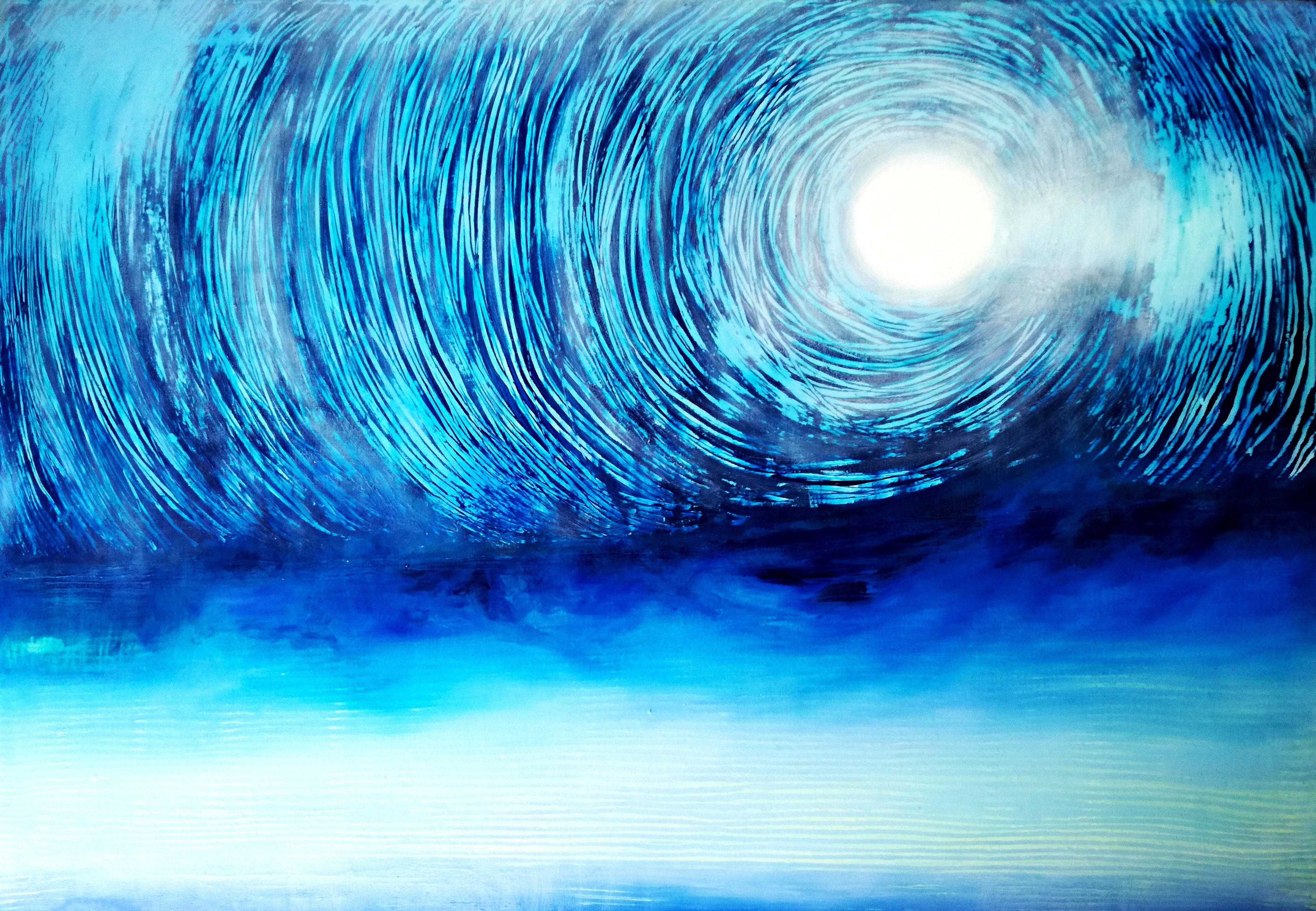
Esempio di grattage

Il grattage (letteralmente "grattamento", “raschiamento”) è una tecnica della pittura surrealista che consiste nel “grattare” con vari strumenti la pittura ancora fresca stesa sulla tela o altro materiale.
L'obiettivo è quello di graffiare, togliere il pigmento cromatico steso su un supporto preparato "a gesso", raschiare la parte più esterna della pellicola pittorica, in maniera da movimentare la superficie.
I graffi creati fanno emergere le cromie degli strati pittorici sottostanti e danno vita a contrasti cromatici e chiaroscurali.

## Tecnica e materiali
Per la tecnica pittorica del grattage, oltre all'utilizzo di pennelli e spatole, ci si avvale di strumenti nuovi, sperimentando utensili comuni e oggetti di uso quotidiano, come spugne, spazzole in acciaio, stiletti, bisturi, punte, lamette, e piccoli blocchi metallici.
Con l'ausilio di questi strumenti è possibile graffiare e sfregare, scavare e scarnificare le singole stratificazioni delle molteplici stesure policrome.
L'artista, con il proseguire alternando a successivi interventi di velature ulteriori graffi, affronta in ogni istante di lavoro la totalità della tela. Ottiene così la pulsazione di un universo dove la luce nasce dall'ombra, entra in essa per poi risorgere rivelando il respiro di una materia cosmica, portando così lo spettatore a fluttuare in uno spazio dagli infiniti possibili orizzonti.

## Gli artisti
Questa tecnica fu usata da Max Ernst e da Joan Miró e in seguito dagli artisti informali.
Max Ernst riscoprì la tecnica del frottage (basata sul principio dello sfregamento); nel 1927 trasporrà questa tecnica del disegno - applicata generalmente alla carta - alla pittura ad olio, facendo nascere cosi il procedimento del grattage. Il grattage ha permesso a Max Ernst di liberare le forze creative ricche di suggestioni ed evocazioni, meno teoriche e più inconsce e spontanee. La tela viene posta sugli oggetti e i materiali selezionati dal pittore; il grattage della pittura applicata alla superficie farà sorgere, come per il frottage, un mondo spesso inquietante. Pettini e forchette sono ugualmente utilizzati per ottenere determinati effetti di materia.
Questa tecnica è stata affinata dall'artista Hans Hartung; attraverso questo procedimento, egli giunge alla sublimazione della propria tipica gestualità pittorica, creando un nuovo alfabeto segnico, affidandosi ad utensili appuntiti, pennelli opportunamente modificati e rulli. Le sue linee ottenute mediante il grattage sono ridotte a graffi ottenuti sulla superficie con dei gesti ampi e decisi, eseguiti di «getto».